# Eesti Gaas
Eesti Gaas AS является одной из крупнейших и опытнейших энергетических компаний Эстонии, уходящей корнями в 1865 год. Ассортимент продуктов Eesti Gaas включает природный газ, сжатый природный газ (CNG), сжиженный природный газ (LNG), биометан, солнечную энергию и электричество.
Дочерние компании HG ProSolution и Gaasivõrk со 100 % участием, входящие в группу Eesti Gaas, занимаются проектированием и управлением газопроводов. Компании принадлежат 11 заправочных станций в Эстонии.
Eesti Gaas имеет 80 % долевое участие в четырех фирмах, производящих солнечную энергию, носящих названия Pärnu Päikesepark 1 (2,3,4).
AS Eesti Gaas действует в Финляндии, Латвии, Литве и Польше под торговой маркой Elenger, предоставляя энергетические решения для бизнес-клиентов. С осени 2021 Elenger Marine предлагает услуги бункеровки в финском заливе собственным СПГ бункеровщиком (методом STS).
Компания Eesti Gaas на 100 % принадлежит эстонскому частному капиталу. Собственником предприятия является инвестиционная фирма Infortar, которая также является крупным акционером Tallink.

## История
В 1865 году в Ревеле была основана первая газовая фабрика, на которой из английского угля производился газ для уличного освещения.
В 1948 году в Эстонской ССР учреждается первое газотранспортное предприятие.
В 1969 году в Эстонию по газопроводу Ленинград — Кохтла-Ярве начинает транспортироваться природный газ из Российской Федерации.
Управление газоснабжения при Совете министров Эстонской ССР преобразовывается в предприятие Eesti Gaas.
В 1993 году предприятие становится акционерным обществом.
Эмиссия акций, организованная Hansa Investeeringud, началась в 1994 году. Несмотря на то, что в 1994 году Россия отменила режим наибольшего благоприятствования в торговле с Эстонией, государственный концерн Газпром продолжал снабжать республику газом по льготным, едва ли не по советским ценам.
В марте 1997 года совет Эстонского агентства приватизации принял решение выставить на открытую продажу 47 870 акций АО Eesti Gaas, что составляло 12,33 %.
В результате последующего этапа приватизации крупнейшими акционерами стали ОАО Газпром (37,02 %), Ruhrgas International AG (33,66 %), Fortum Oil and Gas OY (17,72 %) и Itera Latvija (9,85 %).
В 2005 году Eesti Gaas преобразовывается в концерн, которому принадлежат дочерние предприятия AS EG Ehitus (специализируется на проектировании и строительстве газопровода) и AS EG Võrguteenus.
В 2012 году Эстония взяла курс на либерализацию газового рынка, считая, что это «увеличит газовую безопасность Эстонии, а также позволит выйти на рынок и другим поставщикам помимо Газпрома», хотя и приведет к росту цен для потребителей за счет «разумной прибыли».
В 2013 году разделяется AS EG Võrguteenus с образованием нового дочернего предприятия AS Gaasivõrgud, специализирующегося на услугах распределительных сетей.
25 февраля 2016 года о продаже своих 51 % акций в AS Eesti Gaas сообщил финский концерн Fortum. Этот пакет купило эстонское предприятие OÜ Trilini Energy, которое также сделало предложение о выкупе акций миноритарным акционерам — ОАО «Газпромбанк» (владеет 37 % акций Eesti Gaas) и латвийскому предприятию SIA Itera Latvija (10 %), а также частным мелким акционерам, которым в совокупности принадлежало 1,57 % акций. Trilini Energy OÜ была созданной конкретно под данный проект целевой компанией (SPV), объединившей интересы группы независимых и влиятельных в энергетической сфере предпринимателей. 55 % этой компании контролировала эстонская инвестиционная компания AS Infortar, ранее отметившаяся вложениями в судоходство, недвижимость, гостиничный бизнес, полиграфию и общественный транспорт.
В 2017 году Eesti Gaas создала дочернюю компанию SIA Elenger в Латвии.
В 2018 году создано дочернее торговое предприятие UAB Elenger в Литве.
1 января 2020 года начал действовать газопровод Balticconector, соединивший Эстонию и Финляндию. Европейский грант на его прокладку составил 187,5 млн евро и покрыл 75 % издержек. Его длина составила 152 км, а мощность ежедневной перекачки — 7,2 млн кубометров в обоих направлениях.